# Польская диаспора

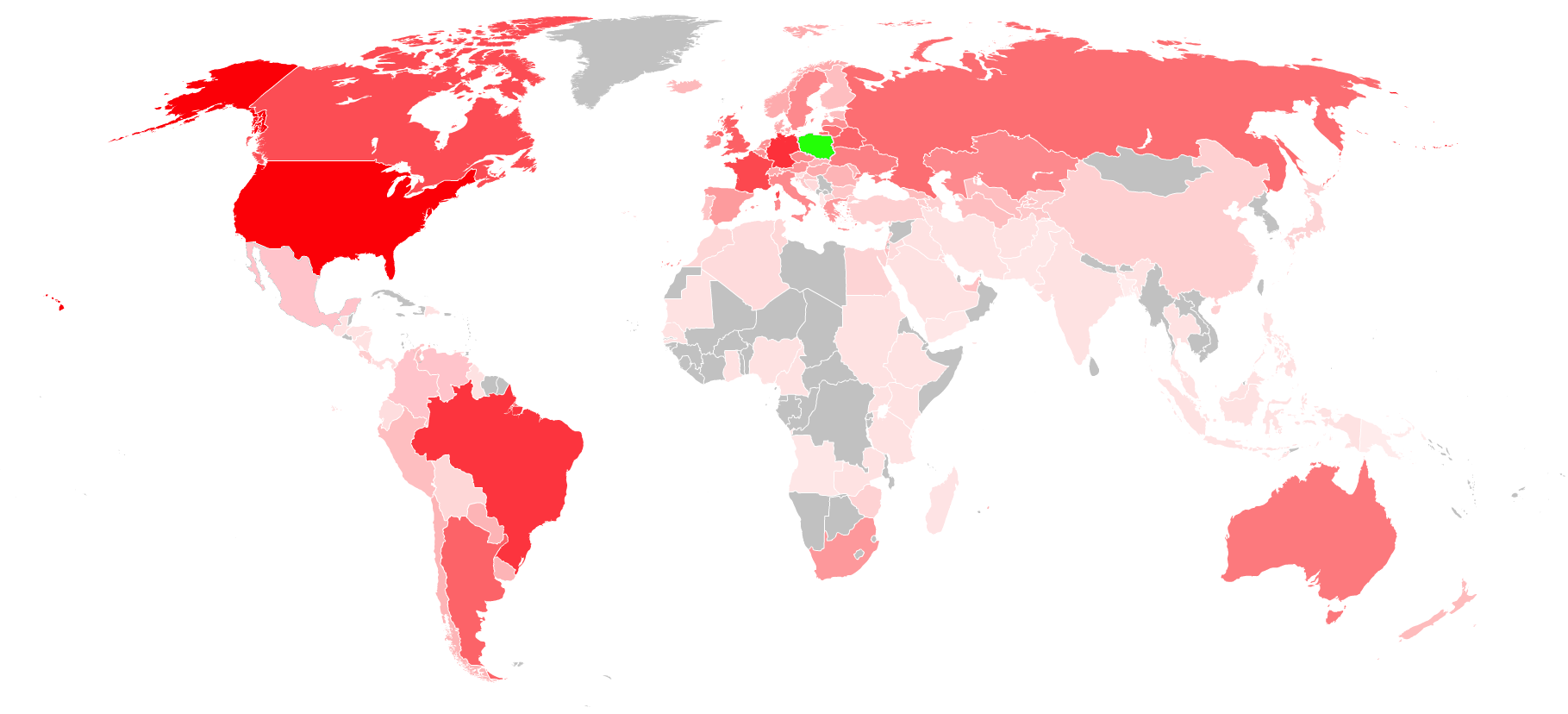
Польская диаспора на карте мира

Польская диаспора, также называемая полония, — поляки, проживающие за пределами Польши. Согласно оценочным данным, за пределами Польши проживает около 21 миллиона поляков, тогда как население самой Польши составляет 38 миллионов человек.

## Диаспоры
Больше всего польских эмигрантов и их потомков проживает в:
- США (9 569 207 чел.[1][2]),
- Канаде (1 010 705 чел.[3]),
- Бразилии (1,8—3,0 млн чел.[4]) и
- Германии (1,5—2,5 млн чел.[5]).

Значительные группы поляков есть в Великобритании и Ирландии.
Автохтонное польское население, обычно не включаемое в диаспору, имеется на бывших «Восточных кресах» — территориях нынешних западной Украины, Белоруссии и Литвы, входивших в состав Польши до 1939 года. Наиболее крупными являются общины в Литве (около 230 тысяч человек, 6,7 % населения страны) и Белоруссии (294 549 человек, 3 % населения страны).